# 에밀 타케
에밀 조제프 타케(Émile Joseph Taquet, 1873년 10월 30일 ~ 1952년 1월 27일)는 파리 외방 전교회 소속의 프랑스인 선교사이다. 1898년 1월 5일 조선에 도착, 선교 활동을 시작하여 1906년부터는 선교활동과 식물 채집을 병행하기 시작했다. 성직자이며 한국 자생 식물을 유럽에 소개한 식물 분류학자로 알려져있다.

## 생애

### 성장 과정
1873년 10월 30일 프랑스 북부 강브레(cambrai)교구에 속한 노르드(Nord)주, 케누아(Quesnoy)의 에크(Heck)에서 이폴리트 타케와 안나 위바이유의 아들로 태어난 에밀 타케 신부는 결국, 조선에 입국한 후 한 번도 고향으로 돌아가지 못하고 대구 남산동에 묻혔다.
1892년 9월 23일 파리외방전교회 신학교에 입학하여 1897년 9월 27일까지 수학하였고, 24세에 사제서품을 받은 후 선교사로 1897년 10월 28일 프랑스 파리에서 출발하여 1898년 1월 5일 제물포항을 거쳐 서울에 도착하였다.
타케 신부는 감곡매괴성소순례지 성당(전 장호원성당 )의 초대 주임신부였던 임가밀로 신부로부터 조선 말(한국어)을 배운 후 1898년 4월, 첫 배속지로 낙동강 서쪽의 경상남도 지역에 파견되었다. 타케 신부가 조선에서 보낸 시간은 총 55년이다. 대구에서 교육자로 31년을 지냈고, 제주도에서 선교사와 식물 채집가로 13년을 지냈으며, 남도에서는 목포와 나주 지역을 포함해 섬들과 내륙의 수많은 공소에서 7년을 지냈고, 부산과 진주 , 마산에서 4년을 지냈다. 1914년 1차 세계대전이 발발했을 때에도 타케 신부는 징집 대상에서 면제되었기 때문에 그는 두 번 다시 프랑스 고향 땅을 밟지 못했다. 아버지의 장례식 때에도 그저 동료 신부들과 주교에게 아버지를 위한 기도를 부탁했을 뿐이다.

## 식물과의 만남

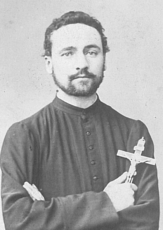
Urbain Jean Faurie

### Urbain JeanFaurie(1847년 1월 1일 - 1915년 7월 4일)의 도움
1902년부터 1915년까지 제주도에서 선교활동을 벌인 엄택기라는 한국명을 가졌던 타케(Taquet, E.J)신부는 왕성한 수집 활동을 통해서 수만점에 이르는 제주도 식물을 채집하였다.
1907년에 타케신부는 일본 아오모리(靑森)에서 선교활동을 벌이고 있던 또 다른 프랑스 출신 포리(Faurie, R.P.U)신부와 함께 제주도 식물을 채집한 바 있다.

포리 신부는 초창기 일본 식물학에 지대한 공헌을 한, 파리외방전교회 소속의 일본 파견 선교사였다. 포리 신부는 생애 대부분을 일본에서 활동했으며, 조선을 세 번 방문해 서귀포 홍로성당의 타케 신부에게 선교 외에 식물 채집과 표본 제작 방법도 전수하였다. 포리 신부는 1900년대 초, 한국 식물분류학에 결정적인 영향을 끼쳤다.

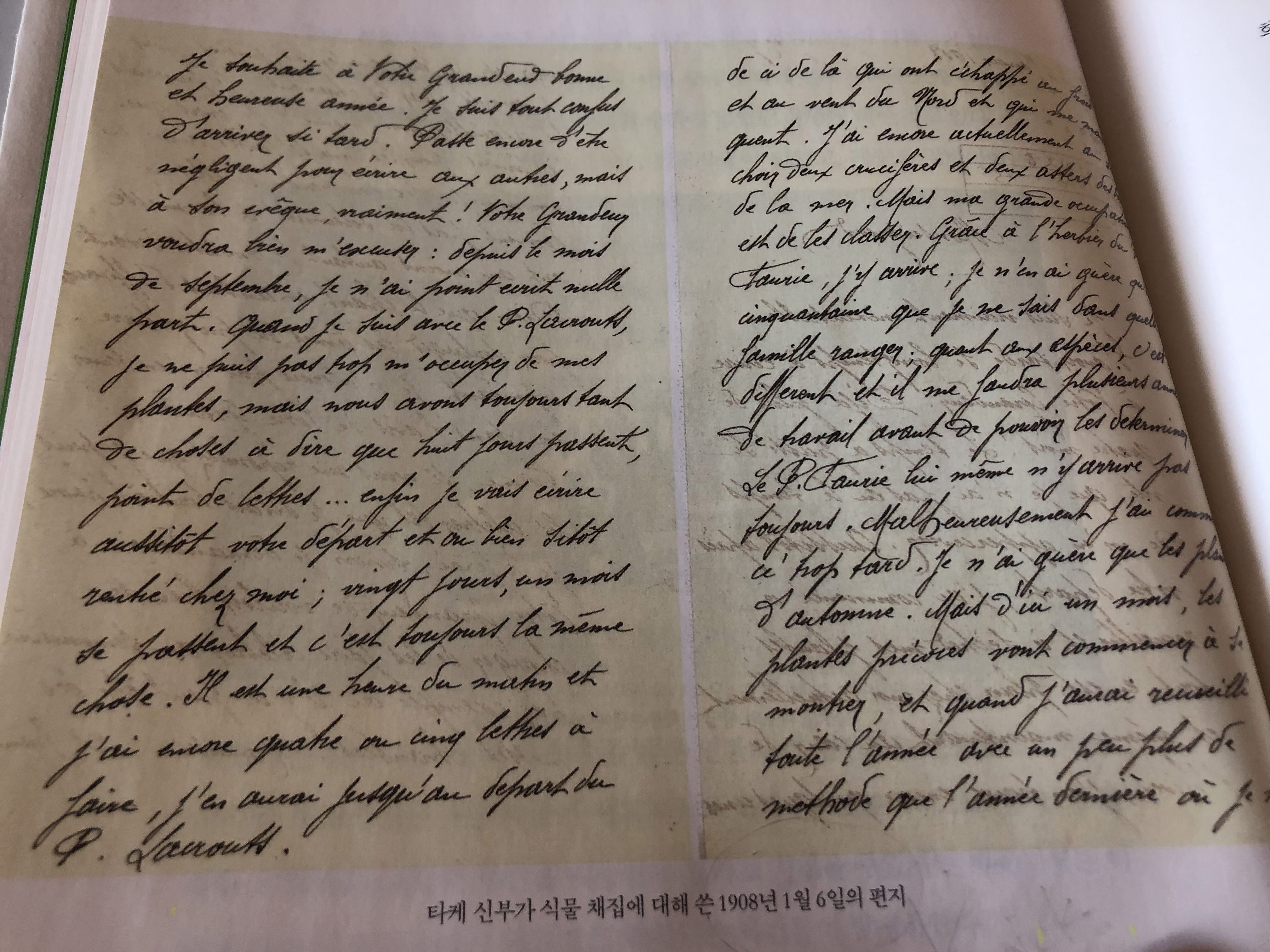
[에밀 타케의 선물-정 홍규]p.60

제주 선교 100주년 기념사업 추진위원회에서 펴낸 『초기 본당과 성직자들의 서한』 2권에 타케 신부가 식물채집에 대해 쓴 1908년 1월 6일의 편지에 포리 신부의 식물도감에 대한 지적이 서한에서 나온다. 포리는 1906년과 1907년 제주도 홍로본당에서 타케 신부를 만났다. 그당시, 59세의 포리 신부와 33세의 타케 신부는 파리외방전교화 안에서는 선후배 신부라기보다는 마치 부자간 같았다.
포리 신부는 3번 한반도를 방문했다. 1901년 중부지방, 1906년 중부와 남부 지방, 1907년 제주도Quelpaert(Jeju) island (Hayata 1916, Kakuta 1992,Chang et al. 2004)를 여행하였다.
Faurie는 54세인 1901년에 한반도를 1차 방문 한 후, 1906년 5월 말에 부산에 도착하여 대구, 수원을 거쳐 서울에 도착한 후 6월 말에 강원도 금강산으로 이동한 후, 원산, 평양에서 채집한 후 9월 초까지 진남포에 머물렀으며, 9월에 제물포(인천)로 돌아 온 후 9월 말에 목포를 거쳐 제주도로 향하였다. 당시 제주도 서귀포시에서 머물던 33세의 Emile Taquet신부와 함께, 바닷가에서부터 한라산까지 채집하면서 식물 채집법을 Taquet신부에게 전수한 것으로 생각되며, 포리 신부가 한반도에서 채집한 식물 대부분은 일본으로 건너갔고 채집품은 유럽의 전문가들에게 매각되어 선교활동의 자금으로 사용되었다.
1907년의 여행은 주로 제주도에 한정되었는데, 5월 말에 목포를 거쳐 제주도에 도착한 후 Taquet신부와 함께 여러 번 한라산에 오르며 채집하고, 목포를 거쳐 일본으로 돌아갔다. 돌아간 시점은 Nakai(1911)의 표본기록에는 8,9월에 목포 표본이 인용되고 있으나, 이는 9,10월에 한라산에서 한라승마, 두메대극, 왕모람 등을 채집하였다고 기록하고 있는데 이는 1906년의 기록으로 추정된다. 이와같은 Faurie신부와의 채집이 Taquet신부가 한반도 식물을 본격적으로 수집하게 된 계기가 된 것 같다.
[외국인의 한반도 식물 채집 행적과 지명 재고:Urbain faurie]에 따르면 "포리가 한국에서 채집한 표본 수는 약 2,000여 점으로 추정할 수 있고, 또한 이것이 올바른 숫자라면 3회 조사 시 채집한 표본 수는 5,000여점이 넘을 가능성이 있다"고 한다.

### 타케 신부의 독자적 식물채집
타케 신부는 1906년 9월에서 11월까지 제주를 방문한 파리외방전교회의 식물학자 포리신부와 함께 식물채집을 하였으며, 다음해 5월에서 10월까지 포리 신부와 함께한 두 번째 식물 채집에서는 겨이삭여뀌(Persicaria taquetii), 한라개승마(Aruncus)등을 발견하기도 하였다. 또 1908년 2월부터는 타케 신부 단독으로 세번째 식물 채집에 나섰고, 4월 14일에는 유명한 제주왕벚나무(천연기념물 제156호)를 발견하여 유럽 학계에 보고하였다.
1911년, 제주도의 에밀 타케 신부에게 왕벚나무를 받은 답례로 보내온 온주 밀감 14그루는 오늘날 제주도 감귤산업의 종잣돈, 혹은 마중물이 되었다.
제주관덕정 안에서도 다양한 종류의 감귤나무들을 볼 수 있다. 그곳에도 나름대로 제주 감귤의 역사가 정리되어 있지만 감귤박물관과 마찬가지로 “1903년에 부임한 Emile J. Taque 엄신부 嚴神父가 1911년 제주의 벚나무 원종과 일본의 온주 밀감을 교환하여 현재의 서귀포시 서홍동 소재 복자수도원에 심었으며, 지금도 귤나무 10그루가 많은 귤을 생산하고 있다.”라고 기록되어 있었다
타케 신부는 1907년에 약 500개, 1908년에는 2,000개, 1909년에 1,000개, 1910년에 1,300개, 1911년에 1,200개, 1912년에는 약 200개 이내의 식물을 채집한 것으로 확인된다. 타케 신부의 30대 후반의 이런 몰입은 정말 대단히 놀랍기 그지없다. 식물 표본 수를 지역별로 살펴보면 한라산 2,196개, 제주시 1,882개, 홍로 1,306개, 효돈 246개, 서귀포 153개, 영실 195개, 목안 100개, 녹하지오름 95개, 하논 74개로 기록된다. 에밀 타케 신부의 식물 표본 7,047개는 대체로 영국 에든버러왕립식물원 표본관(3,000점이상), 파리 국립자연사박물관(사초과 표본소장 47분류군 322점), 그리고 교토대학과 도쿄대학에 보내졌다.
타케 신부는 1906년 홍로에서 포리 신부를 만난 뒤부터 1907년을 거쳐 1908년까지 온 힘을 다해 한라산의 식물을 채집했다. 그리고 1913년 제주도 밖으로 나와서 목포와 인천의 식물을 채집한 것이 제주도 외 채집으로는 처음이자 마지막이었던 것으로 보인다. 그 이후로는 거의 식물 채집에서 손을 뗀 듯 어떤 기록에서도 관련 내용을 찾아볼 수 없다.
타케 신부 식물 채집품의 상당수가 일본 식물학자 나카이 다케노신을 통해 일본 도쿄대에 전해졌다. 나카이가 채집해 일본으로 가져간 우리 식물은 4,100여 종이며, 우리 식물 전체의 16퍼센트에 해당한다는 것이다.

## 업적

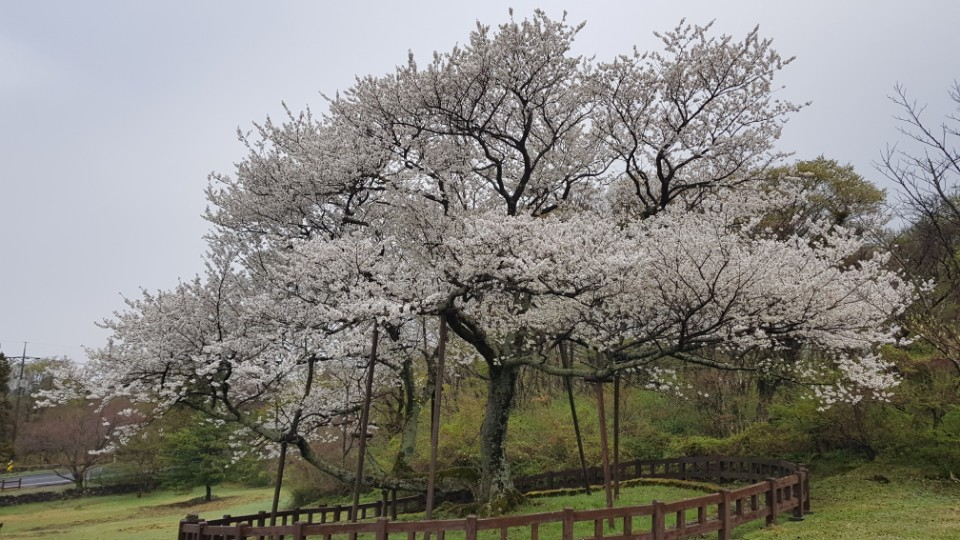
왕벚나무

### 왕벚나무 발견

##### 표본 4638

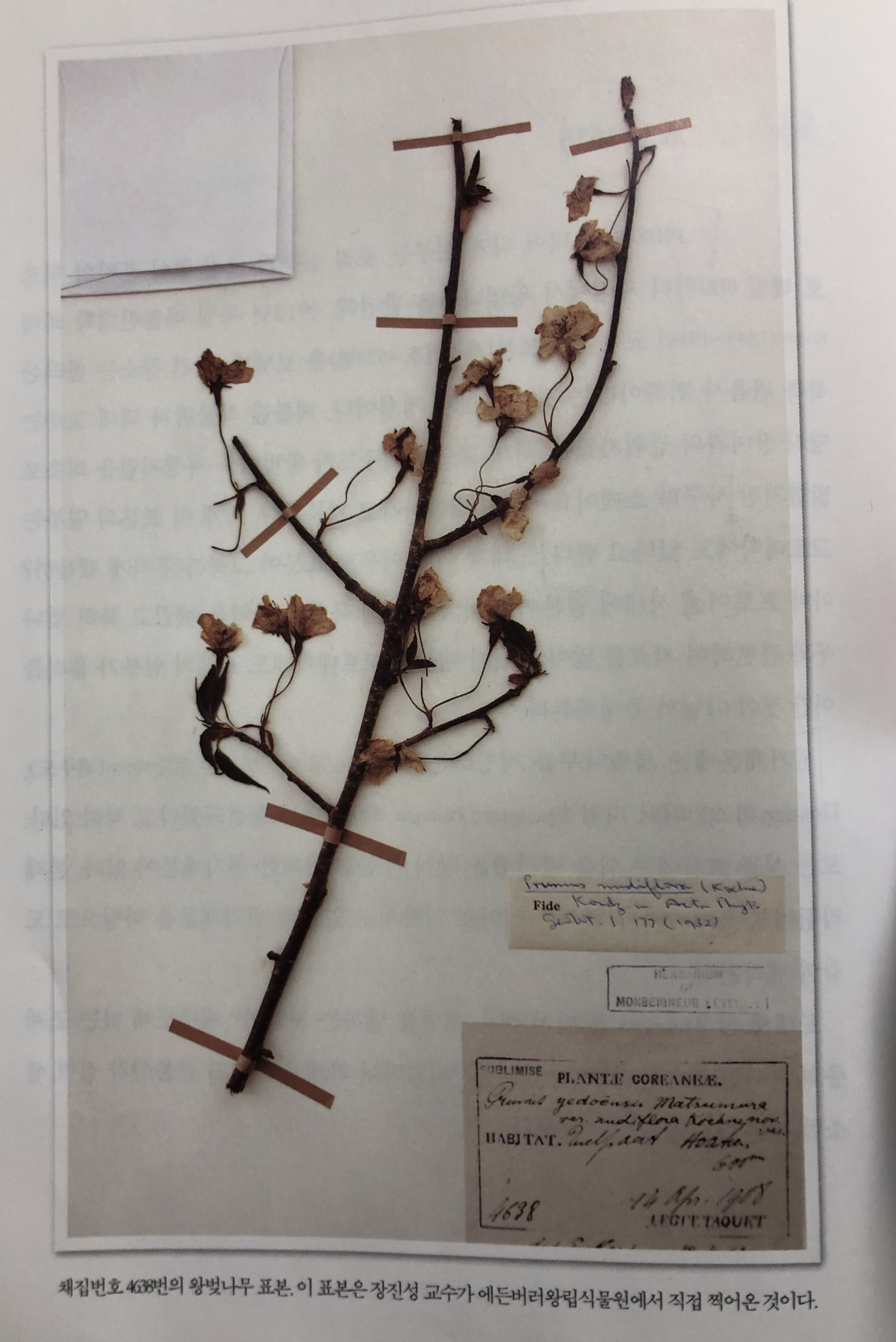
'에밀타게의 선물'p78

1908년, 드디어 타케 신부는 포리 신부의 코칭 없이 혼자의 힘으로 해발 600미터 지점에서 왕벚나무를 발견해, 1912년 독일 베를린대학 쾨네koehne(1849~1918)교수에게 표본(채집번호 4638번)을 보낸다. 발견 장소는 한라산 북측 관음사 뒤쪽이라는 것이 일반적 정설이다. 베를린 식물학자 쾨네 교수는 당시 장미과의 권위자였다. 쾨네 교수는제주도가 왕벚나무 자생지임을 최초로 밝혔지만 사쿠라 소메이요시노의 별종이라고 기록했다. 현재 이 표본의 일부는 쿄토대학에도 있다고 한다. 아마 프로이센 시대에 일본이 워낙 긴밀하게 독일과 협력을 했었고 특히 벚나무와 관련하여 자료를 많이 모았기 때문에 쿄토대학에도 표본의 일부가 흘러들어간 것이 아닐까 추정해본다.

원기재문에는 왕벚나무를 지칭하는 '표본 4638'이 켈파르트Quelpaert(제주도), Hoatien(현 서귀포 신례리)의 600미터 지점'(Quelpaert, Hoatien, 600m)에서 발견되었다고 적혀있다. 모든 식물 표본에는 처음 발견했을 당시 상황을 기록한 원기재문이 있다. 본래 라틴어로 쓰여지다가 현재는 영어로 기록되고 있는데 원기재문을 바탕으로 도감이 제작된다.

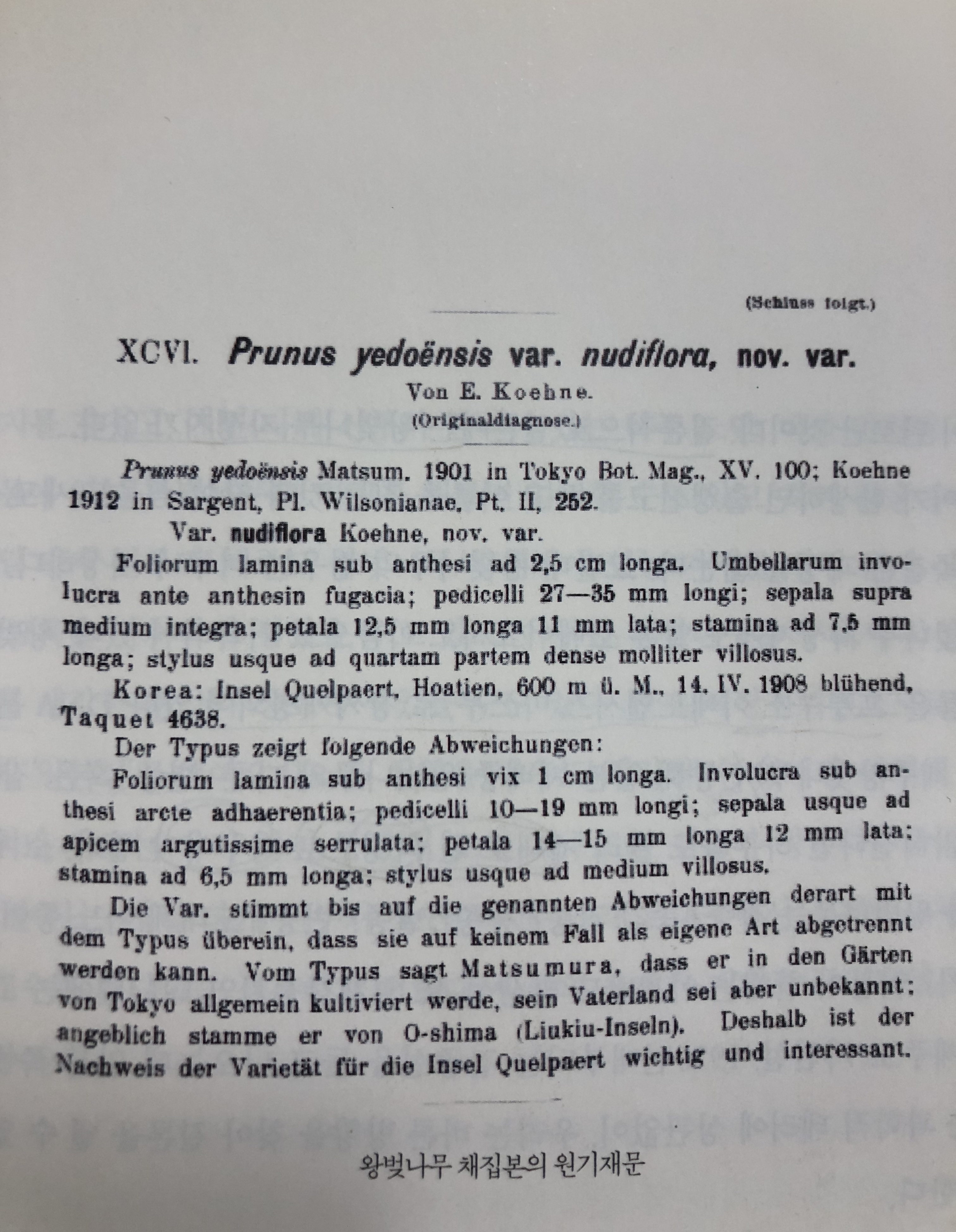
'에밀타케의 선물' p79

왕벚나무에 대한 일본 기록을 보면 1901년 도쿄대 부속식물원(고이시카와식물원) 초대 원장인 마쓰무라 진조(1856~1928)박사가 『도쿄 식물잡지』15권에 왕벚나무에 대한 기록을 발표하면서, 실질적인 식물학적 이름이 'Prunus yedoensis Matsum'가 되었다.
마쓰무라는 일본 내에서 왕벚나무 자생지를 발견하지 못했음에도 불구하고 유명한 일본 이즈반도의 오시마섬을 원산지로 기록했다. 하지만 1912년 교토제국대학의 고이즈미 겐이치등 일본의 학자들이 이즈반도의 식물상을 조사한 결과 왕벚나무의 자생지를 찾을 수 없었다고 밝혔다. 결론적으로 일본에는 왕벚나무 자생지가 없다.
제주도의 한라산과 전라남도의 대둔산에는 왕벚나무 자생지가 있다.
한라산에서는 제주왕벚나무 235그루가 해발 165미터에서 853미터 사이에 분포한다. 제주왕벚나무의 자생지는 대한민국에서 천연기념물로 지정, 보호하고 있다.
- 제주 관음사 왕벚나무 자생지: (제주특별자치도기념물 제 51호)제주특별자치도 제주시
- 제주 봉개동 왕벚나무 자생지: (천연기념물 제 159호)제주특별자치도 제주시
- 제주 신례리 왕벚나무 자생지: (천연기념물 제 156호)제주특별자치도 서귀포시
- 해남 대둔산 왕벚나무 자생지: (천연기념물 제 173호) 전라남도 해남군

##### 구상나무
구상나무(학명: Abies koreana, Korean fir)는 구과목 소나무과의 식물이다. 구상나무는 한국에만 자생하는 특산나무이며, 바늘모양의 돌기가 갈고리 모양으로 생긴 데서 유래된 것이다. 세계적으로 가장 비싼 크리스마스트리용으로 팔리고 있다.구상나무#cite note-2
1907년, 타케와 포리 신부는 한라산에서 쿠살낭(구상나무)을 발견하여 표본을 미국 하버드대에 있는 그 유명한 아널드식물원 표본관(주로 목본식물 소장)으로 보냈다.
한편, 윌슨은 처음 구상나무 표본을 채집해 해외로 반출한 것은 프랑스 식물학자인 위르뱅 포리 신부라고 언급했다. 당시 윌슨이 근무하던 미국 하버드대 아놀드식물원에는 포리 신부가 1907년 한라산에서 채집한 표본과 에밀 타케 신부가 1909년 한라산에서 채집한 표본이 이름이 붙지 않은 채 보관돼 있었다. 윌슨은 이 표본들을 보고 구상나무가 기존에 학계에 보고된 나무와 다르다는 점을 포착했다http://dongascience.donga.com/news.php?idx=42208
1917년 윌슨은 한라산과 지리산에서 구상나무를 관찰한 뒤, 이를 전나무속 분비나무와 구분되는 하나의 새로운 종이라고 결론지었다. 그리고 1920년 학계에 ‘Abies koreana’라는 이름으로 보고했다. 이 과정에서 윌슨은 한국에서 구상나무 씨앗을 가져와 아놀드식물원에 심었는데, 이것이 자라 큰 나무가 됐다.http://dongascience.donga.com/news.php?idx=42208
임채은 국립생물자원관 식물자원과 연구관은 “2008년 국립생물자원관 연구팀이 아놀드식물원을 방문했을 때까지도 윌슨이 1917년 한라산에서 씨앗을 채집해 심은 구상나무가 아놀드식물원에 남아 있는 것을 확인할 수 있었다”고 말했다. 아쉽게도 현재 이 나무가 남아 있지는 않지만, 아직도 21그루의 구상나무가 아놀드수목원에서 자리를 지키고 있다. http://dongascience.donga.com/news.php?idx=42208
윌슨의 학계 발표 이후 구상나무는 세계 곳곳에서 다양한 형태로 품종이 개량됐다. 지금도 캐나다의 한 온라인 식물 판매 사이트에 가면 절찬리에 판매되고 있는 구상나무를 볼 수 있다. ‘아름다운 초록 잎 뒷면에는 은백색 빛이 어려 있습니다. 이 나무는 무거운 크리스마스 장식을 매달아도 견딜 수 있을 뿐만 아니라, 당신의 집을 신선한 향기로 가득 채울 겁니다’라는 매혹적인 광고 문구와 함께.http://dongascience.donga.com/news.php?idx=42208
현재 타케 신부가 채집한 구상나무 표본은 영국에딘버러왕립식물원에서 검색 할 수 있다.
구상나무는 ‘아비에스 코레아나’, ‘쿠살낭이’, ‘쿠상낭’, ‘구상남’을 거쳐 ‘구상나무’로 변해갔다는 이야기가 있다. 그러나 ‘쿠살낭’이라는 말은 5월~6월, 잎 끝에 맺히는 솔방울 같은 열매가 보라색이고 나뭇잎은 가시나 비늘 모양으로 되어 있어서 ‘보라성게’를 일컫는 ‘쿠살’이라는 제주도 방언과 나무를 일컫는 ‘낭’이 합쳐져 만들어진 말이다. 덕유산, 지리산, 한라산의 고유종이면서 세계에서 유일한 구상나무 숲이 있는 우리 땅. 이렇게 가치 있는 이 땅의특산종 쿠살낭이 서서히 죽어가고 있는 ‘기후 변화 절멸 위기종’이 되었다.

### 해외로 보내진 식물과 씨앗들

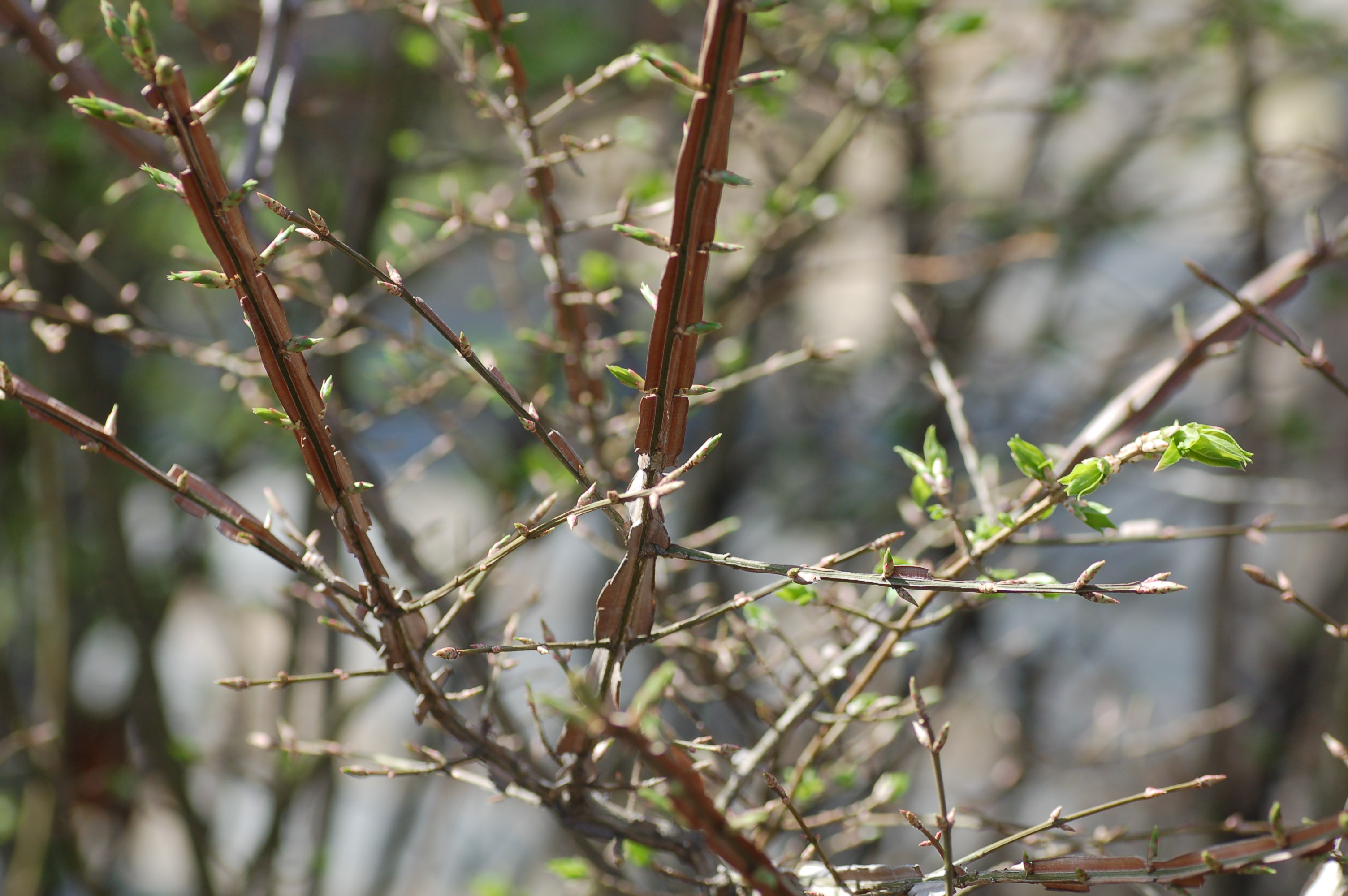
화살나무(대구남산동,성모당 안익사 앞)

타케 신부가 채집한 식물과 씨앗들은 일본과 중국등 아시아지역과 미국,유럽등 전세계로 보내졌다.
Ivo Tábor는 2015년 연구에서 "프리호니스(Průhonice)의 수목학회(Dendrological Society)는 체코의 목본종(woody species)에 의미있는 역할을 한 아시아의 식물학자이며 수집가인 Taquet, Shirasawa, Unger에 주목하였다. Register of Plants 필사본에는 1909년에서 1924년 사이에 10,050개의 식물이 등록되어있으며 E. Taquet, H. Shirasawa and J. Unger가 프리호니스에 목본종을 소개하는데 중요한 역할을 하였다. 1909년부터 1912년까지 157종의 목본이 이들 식물수집가들에 의해 프리호니스에 도입되었으며 이것들은 성공적으로 발아하거나 심어졌다. 대부분은 1910년(57종)과 1911년(61종)에 도입되었으며 이것들은 아시아로부터 왔다. 도입된 157종, 그중 80종은 프리호니스에 처음 도입되었으며 그것은 체코 땅에 처음 도입된것을 의미한다(Czech, Moravia)."
"타케는 1911년에 으아리(Clematis dioscoreifolia H. Lév. & Vaniot ,Taquet collection no.502)를 체코와 유럽에 동시에 소개하였다. 3년후 35개의 이식물이 Dendrological Society’s garden에 등록되었다. 이것은 프리호니스 뿐만아니라 체코 땅에 처음 소개된것이다."
세계의 식물원 곳곳에 타케티와 컬렉터 타케 식물들이 있다. 종소명에 타케의 이름이 들어간 타케티 125종과 타케의 채집본이 있는 켤렉터 타케 식물 1,670종을 찾을 수 있었다. 각 식물원에 있는 컬렉터 타케 식물과 타케티의 종수, 타케티 목록은 다음과 같다.
일본 도쿄대 부속식물원(컬렉터 타케 식물 27종, 타케티 2종) 
- 타케티 겨이삭여뀌(polygonum taquetii H.Lév.)
- 섬꿩의비름(Sedum taquetii Praeger)

미국 하버드대 아널드식물원(컬렉터 타케 식물 120종, 타케티 16종)
- 제주산버들(Salix taquetii H. Léveillé)
- 바위수국(Hydrangea taquetii H. Léveillé)
- 제주가시나무(Rosa taquetii H. Léveillé)
- 까마귀베개(Microrhamnus taquetii H. Léveillé)
- 청미래덩굴(Smilax taquetii Léveillé)
- 천선과나무(Ficus taquetii H. Léveillé& Vaniot)
- 채진목(Pyrus taquetii H. Léveillé)
- 아그배나무(Crataegus taquetii H. Léveillé)
- 좀갈매나무(Rhamnus taquetii H. Léveillé)
- 녹나무(Cinnamomum taquetii H. Léveillé)
- 담쟁이덩굴(Vitis taquetii H. Léveillé)
- 광나무(Ligustrum taquetii H. Léveillé)
- 가새덜꿩나무(Viburnum taquetii Léveillé)
- 백량금(Ardisia crispa taquetii H. Léveillé)
- 한라꿩의다리(Thalictrum taquetii H. Léveillé)

화살나무(Microrhamnus taquetii H. Léveillé)
영국 큐왕립식물원(컬렉터 타케 식물 97종, 타케티 19종)
- 두메담배풀(Carpesium taquetii H.Lév.)
- 사마귀풀(Murdannia taquetii)
- 하늘지기(Fimbristylis taquetii Palla)
- 참지네고사리/반들고사리(Dryopteris taquetii Christ)
- 참골무꽃(Scutellaria taguetii H.Lév. & Vaniot)
- 아그배나무(Crataegus taquetii H.Lév.)
- 한라송이풀(Pedicularis taquetii Tsoong)
- 뽕잎피나무(Tilia taquetii C.K.Schneid.)
- 한라노루오줌(Astilbe thunbergii var. taquetii H.Lév.)
- 흰도깨비바늘(Bidens taquetii H.Lév. & Vaniot)
- 녹나무(Cinnamomum taquetii H.Lév.)
- 큰개수염(Eriocaulon taquetii Lecomte)
- 손바닥난초(Gymnadenia taquetii Schltr.)
- 섬꿩의비름(Sedum taquetii Praeger)
- 광나무(Ligustrum taquetii H.Lév.)
- 겨이삭여뀌(Polygonum taquetii H.Lév.)
- 개미자리(Sagina taquetii H.Lév.)
- 해변취/큰각시취(Saussurea taquetii H.Lév. & Vaniot)
- 올챙이고랭이(Schoenoplectus taquetii Palla.)

영국 자연사박물관(컬렉터 타케 식물 88종, 타케티 4종)
- 반들고사리(Dryopteris taquetii Christ)
- 뽕잎피나무(Tilia taquetii Schneid)
- 죽대(Polygonatum taquetii H.Lév. & Vaniot)
- 좀고추나물(Hypericum taquetii H.Lév. & Vaniot)

영국 에든버러왕립식물원(컬렉터 타케 식물 926종, 타케티 57종)
- 섬잔대(Adenophora taquetii H.Lév.)
- 한라노루오줌(Astilbe taquetii (H.Lév.) Koidz.)
- 싸리냉이(Cardamine taquetii H.Lév. & Vaniot)
- 메꽃(Convolvulus taquetii H.L.)
- 큰개수염(Eriocaulon taquetii Lecomte)
- 한라송이풀(Pedicularis taquetii Tsoong)
- 제주큰물통이(Pilea taquetii Nakai)
- 겨이삭여뀌(Polygonum taquetii H.Lév.)
- 좀갈매나무(Rhamnus taquetii (H.Lév. & Vaniot) H.Lév.)
- 제주가시나무(Rosa taquetii Levl.)
- 줄말(Ruppia taquetii H.Lév.)
- 털기름나물(Seseli taquetii H.Wolff)
- 갯장구채(Silene taquetii H.Lév.)
- 뽕잎피나무(Tilia taquetii Schneider)
- 갯취(Senecio taquetii H.Lév. & Van.)
- 촛대승마(Cimicifuga taquetii Leveille)
- 사마귀풀(Aneilema taquetii H. Lév.)
- 백량금(Ardisia crispa (Thunb.) A.DC. var. taquetii H.Lév.)
- 흰도깨비바늘(Bidens taquetii H.Lév. & Vaniot)
- 섬거북꼬리(Boehmeria taquetii Nakai)
- 유채(Brassica oleaceea L. var. taquetii H.Lév.)
- 겨자(Brassica taquetii H.Lév.)
- 송금나무(Callicarpa taquetii H. Lév.)
- 좀담배풀/두메담배풀(Carpesium taquetii H.Lév.)
- 녹나무(Cinnamomum taquetii H.Lév.)
- 탑꽃(Calamintha taquetii Leveille and Vant.)
- 좁은잎엉겅퀴(Cnicus taquetii H.Lév. & Vaniot)
- 화살나무(Microrhamnus taquetii H. Lév.)
- 아그배나무(Crataegus taquetii H. Lév.)
- 제주암고사리/섬잔고사리(Diplazium taquetii C.Chr.)
- 윤판나물아재비(Disporum taquetii H.Lév.)
- 반들고사리/참지네고사리(Dryopteris taquetii Christ.)
- 우산물통이(Elatostema taquetii H. Lév.)
- 천선과나무(Ficus taquetii H. Lév. & Vaniot)
- 가는네잎갈퀴(Galium taquetii H.Lév.)
- 큰구슬붕이(Gentiana taquetii H. Lév.)
- 바위수국(Hydrangea taquetii Levl.)
- 뚱딴지(Inula taquetii H.Lév.)
- 뽀리뱅이(Lactuca taquetii H. Lév. & Vaniot)
- 광나무(Ligustrum taquetii H. Lév.)
- 어리연꽃(Limnanthemum taquetii H.Lév.)
- 애기괭이밥(Oxalis taquetii Kunth)
- 궁궁이(Peucedanum taquetii H.Wolff) 254
- 섬질경이(Plantago taquetii H.Lév.)
- 애기풀(Polygala taquetii H.Lév.)
- 개구리갓(Ranunculus taquetii H.Lév.)
- 한라진달래(Rhododendron taquetii H.Lév.)
- 추분취(Rhynchospermum taquetii H.Lév.)
- 멍석딸기(Rubus taquetii H.Lév.)
- 해변취/큰각시취(Saussurea taquetii H.Lév. & Vaniot)
- 참골무꽃(Scutellaria taquetii Vaniot &H. Lév.)
- 산미역취(Solidago virgaurea L. var. taquetii H.Lév.)
- 사데풀(Sonchus taquetii H.Lév.)
- 잠자리피(Trisetum taquetii Hack.)
- 모새나무(Vaccinium taquetii H.Lév.)
- 새완두(Vicia taquetii H.Lév.)
- 한라부추(Allium taquetii H.Lév. & Vaniot)

일본 국립과학박물관(컬렉터 타케 식물 14종, 타케티 2종) 
- 두메담배풀/좀담배풀(Carpesium taquetii H.Lév.)
- 사데풀(Sonchus taquetii H.Lév.)

프랑스 파리 국립자연사박물관(컬렉터 타케 식물 331종 타케티 10종) 
- 왕밀사초(Carex taquetii H.Lév.)
- 한라돌창포(Tofieldia taquetii H.Lév. & Vaniot)
- 제주암고사리/섬잔고사리(Diplazium taquetii C.Chr.)
- 큰개수염(Eriocaulon taquetii Lecomte)
- 죽대(Polygonatum taquetii H.Lév. & Vaniot)
- 한라송이풀(Pedicularis taquetii P.C.Tsoong)
- 참지네고사리(Dryopteris taquetii Christ)
- 한라비비추(Hosta taquetii(Levl.) M.G.Chung & J.W.Kim)
- 십자고사리(Polystichum taquetii)
- 겨이삭여뀌(Polygonum taquetii H.Lév.)

중국 CVH 식물표본관(컬렉터 타케 식물 9종, 타케티 2종) 보관됨 2020-05-19 - 웨이백 머신
- 제주암고사리/탐라암고사리(Diplazium taquetii C.Chr.)
- 한라송이풀(Pedicularis taquetii P.C.Tsoong)

스위스 제네바식물원(컬렉터 타케 식물 31종, 타케티 3종)
- 큰개수염(Eriocaulon taquetii Lecomte)
- 사마귀풀(Aneilema taquetii H. Lév.)
- 궁궁이(Peucedanum taquetii H. Wolff)

미국 스미스소니언 국립자연사박물관(컬렉터 타케 식물 13종, 타케티 1종)
- 잠자리피(Trisetum taquetii Hack.)

독일 베를린자유대학교 달렘식물원(컬렉터 타케 식물 4종, 타케티 1종)
- 큰개수염(Eriocaulon taquetii Lecomte)

네덜란드 레이던자연사박물관 생물다양성센터(타케티 1종)
- 녹나무(Cinnamomum taquetii Lév.)

미국 캘리포니아대학교(타케티 1종)
- 제주암고사리/섬잔고사리(Diplazium taquetii C. Chr.)

스웨덴 자연사박물관 식물부(타케티 1종)
- 제주암고사리/섬잔고사리(Diplazium taquetii C. Chr.)

미국 텍사스 오스틴대학 룬델식물표본관(타케티 1종)
- 큰개수염(Eriocaulon taquetii Lecomte)

캐나다 농업식품부(타케티 2종)
- 겨이삭여뀌(Polygonum taquetii Lév.)
- 꿩의다리/한라꿩의다리(Thalictrum taquetii Lévl.)

미국 하버드대학교 그레이식물표본관(타케티 1종)
- 꿩의다리/한라꿩의다리(Thalictrum taquetii H. Léveillé)

오스트리아 빈 자연사박물관(타케티 1종)
- 잠자리피(Trisetum taquetii Hack.)